# Заліська Друга сільська рада
Залі́ська Дру́га сільська́ ра́да — адміністративно-територіальна одиниця та орган місцевого самоврядування в Кам'янець-Подільському районі Хмельницької області. Адміністративний центр — село Залісся Друге.
Тепер її територія (2 села) входить до складу Гуменецької сільської ради:
Рішенням тридцять третьої позачергової сесії VI скликання Хмельницької обласної ради від 13.08.2015 затверджено створення Гуменецької об’єднаної територіальної громади. До складу громади увійшли території Абрикосівської сільської ради, Великозаліської сільської ради, Голосківської сільської ради, Гуменецької сільської ради, Думанівської сільської ради, Залісся Другої сільської ради, Нігинської сільської ради, Супрунковецької сільської ради.
Старости сіл на офіційному сайті [Архівовано 29 серпня 2016 у Wayback Machine.] Гуменецької громади

## Загальні відомості
Заліська Друга сільська рада утворена в 1992 році.
- Територія ради: 26,344 км²
- Населення ради: 879 осіб (станом на 2001 рік)

## Населені пункти
Сільській раді були підпорядковані населені пункти:
- с. Залісся Друге
- с. Дубинка

## Склад ради
Рада складалася з 14 депутатів та голови.
- Голова ради: Надольський Станіслав Станіславович
- Секретар ради: Слободян Людмила Іванівна

### Керівний склад попередніх скликань
| Прізвище, ім'я, по батькові         | Основні відомості                                                                       | Дата обрання | Дата звільнення |
| ----------------------------------- | --------------------------------------------------------------------------------------- | ------------ | --------------- |
| Надольський Станіслав Станіславович | Сільський голова, 1955 року народження, освіта вища, член Соціалістичної партії України | 26.03.2006   | 31.10.2010      |
| Надольський Станіслав Станіславович | Сільський голова, 1955 року народження, освіта вища, безпартійний                       | 31.10.2010   |                 |

Примітка: таблиця складена за даними сайту Верховної Ради України

### Депутати
За результатами місцевих виборів 2010 року депутатами ради стали:

#### За суб'єктами висування
| Суб'єкт висування | Кількість обраних депутатів | %    |
| ----------------- | --------------------------- | ---- |
| Самовисування     | 13                          | 92,9 |
| Народна партія    | 1                           | 7,1  |

#### За округами
| № округу       | Прізвище, ім'я, по батькові        | Дата визнання обраним | Освіта             | Партійна приналежність | Відомості про обраного депутата                      |
| -------------- | ---------------------------------- | --------------------- | ------------------ | ---------------------- | ---------------------------------------------------- |
| Народна Партія |                                    |                       |                    |                        |                                                      |
| 13             | Кирик Ілона Дмитрівна              | 02.11.2010            | незакінчена вища   | член Народної партії   | школа-інтернат с. Залісся-2 , вихователь             |
| Самовисування  |                                    |                       |                    |                        |                                                      |
| 1              | Розум'як Андрій Іванович           | 02.11.2010            | вища               | позапартійний          | тимчасово не працює                                  |
| 2              | Барабащук Віталій Степанович       | 02.11.2010            | вища               | позапартійний          | загальноосвітня школа с. Залісся-2, вчитель          |
| 3              | Боднар Тетяна Анатоліївна          | 02.11.2010            | середня спеціальна | позапартійна           | загальноосвітня школа с. Залісся-2, вчитель          |
| 4              | Слободян Людмила Іванівна          | 02.11.2010            | середня спеціальна | позапартійна           | Заліська Друга сільська рада, секретар               |
| 5              | Борисюк Інна Анатоліївна           | 02.11.2010            | середня            | позапартійна           | Будинок культури, директор                           |
| 6              | Олійник Лариса Анатоліївна         | 02.11.2010            | середня спеціальна | позапартійна           | дошкільний навчальний заклад с. Залісся-2, завідувач |
| 7              | Клівіцький Олександр Володимирович | 02.11.2010            | вища               | позапартійний          | загальноосвітня школа с. Залісся-2, вчитель          |
| 8              | Забігалюк Валентина Миколаївна     | 02.11.2010            | вища               | позапартійна           | школа-інтернат с. Залісся-2 , вчитель                |
| 9              | Яловик Майя Михайлівна             | 02.11.2010            | вища               | позапартійна           | школа-інтернат с. Залісся-2 , заступник директора    |
| 10             | Сьомко Віталій Леонтійович         | 02.11.2010            | вища               | позапартійний          | школа-інтернат с. Залісся-2 , вчитель                |
| 11             | Костецький Валентин Іванович       | 02.11.2010            | вища               | позапартійний          | загальноосвітня школа с. Залісся-2, вчитель          |
| 12             | Федорчук Дмитро Сергійович         | 02.11.2010            | вища               | позапартійний          | приватний підприємець                                |
| 14             | Федорчук Емілія Борисівна          | 02.11.2010            | вища               | позапартійна           | пенсіонер                                            |